# مرد خوش‌تیپ
مرد خوش‌تیپ (به تامیلی: Perazhagan) و (به انگلیسی: Handsome man) فیلمی هندی محصول سال ۲۰۰۴ و به کارگردانی ساسی شانکر است. در این فیلم بازیگرانی همچون سوریا، جیوتیکا، مانوراما، سوکوماری و چامس ایفای نقش کرده‌اند.